# Macarena Pizarro
Macarena Enriqueta Pizarro Prieto (Santiago, 22 de julio de 1973) es una periodista y conductora de noticias chilena. Desde 2002 se ha desempeñado como conductora en Chilevisión Noticias, además de ser la conductora del programa En la mira, ambos en Chilevisión. 
En 2002 obtuvo el Premio APES a la mejor conducción periodística en televisión y en 2004 la eligió entre las 100 mujeres más destacadas durante 2004 en los ámbitos, académico, de servicio púbico y social. Ha participado en varios especiales periodísticos como corresponsal: en Londres durante el arresto de Augusto Pinochet, en la Guerra del Golfo, la elección papal de Benedicto XVI, el Transantiago y la educación chilena.

## Primeros años
Macarena Pizarro nació en una familia católica; hasta el día de hoy mantiene amigos curas. En su juventud participó en trabajos de verano como Un techo para Chile lo que considera como una parte muy importante de su vida.
Macarena Pizarro estudió y egresó del colegio Villa María, donde fue una "buena alumna en el colegio, pero no la típica matea que lo único que hace es estudiar". Pensó estudiar medicina y tras rendir la Prueba de Aptitud Académica postuló a psicología, ingeniería comercial y periodismo. Ingresó a la Pontificia Universidad Católica de Chile a estudiar periodismo y cuenta que cuando hizo su primer trabajo en la escuela, se dio cuenta de que eso era lo suyo. Se graduó en 1997.

## Carrera televisiva
Trabajó en la Revista Gourmand y en el canal de televisión La Red. Hizo su práctica profesional en el departamento de prensa de Canal 13, donde trabajó como corresponsal para el canal católico en Londres durante el arresto de Augusto Pinochet, y conducción en terreno en diferentes coberturas especiales, incluyendo la elección presidencial de 1999, donde resultó vencedor Ricardo Lagos.
Estuvo durante cinco años en Canal 13, hasta que en Chilevisión le ofrecieron conducir las noticias del mediodía, ella afirma que se marchó del canal católico debido a que en Chilevisión podría crecer más, desde que llegó la audiencia del noticiero subió, lo que ella afirmó cuando se le preguntó en 2002 fue que «[...] nos ha ido bien, pero creo que tiene que ver con el nuevo proyecto de noticiero.»[cita requerida]
El 4 de marzo de 2002 comienza a conducir el programa de noticias del mediodía del canal Chilevisión, y el 7 de octubre del mismo año debutó en el nuevo programa de noticias del canal en horario matinal, Chilevisión Noticias A.M., donde estuvo hasta fines del 2008.
En 2002 obtuvo el Premio APES a la mejor conducción periodística en televisión, estando también nominadas Constanza Santa María (Canal 13) y Macarena Puigrredón (Canal 13).
En junio de 2003 comienza el programa En la mira de Chilevisión, espacio de especiales periodísticos junto a Iván Núñez, cuyo equipo periodístico pretende "presentar la historia o noticia juntando varios testimonios de los cercanos a las víctimas, y en la mayoría de los casos, de los propios criminales." Núñez y Pizarro afirmaron que en cuanto a presupuesto y tiempo dedicado a la investigación no podían comparase con programas como Contacto, Informe Especial o Aquí en vivo, por ello Pizarro afirma que «el equipo ha construido una marca que podríamos definirla como un programa que acoge e investiga las denuncias de la gente, y pone su acento en problemas concretos, reales y cercanos a la gente» Posteriormente el programa sería conducido solo por Pizarro. 
Participó en la Teletón 2003 en una sección junto a Kike Morandé.
El domingo 18 de abril de 2004, Macarena Pizarro reemplazó a Nicolás Larraín en el programa Caiga quien caiga de Mega. Con Pizarro en la conducción, el programa logró superar a la competencia en audiencia.
En 2004 apareció en la lista organizada por el cuerpo Economía y Negocios de El Mercurio y Mujeres Empresarias que eligió a las 100 mujeres más destacadas durante 2004 en los ámbitos ejecutivo, académico, empresarial, de servicio público y social.
En 2003 y 2004 condujo el programa Palabras sacan Palabras en la Radio Futuro junto a Fernando Paulsen que se transmitía de lunes a viernes.
El domingo 25 de septiembre de 2005 se estrenó el primer capítulo del programa de actualidad política y entrevistas "En tres palabras", conducido por Macarena Pizarro junto a Mónica González y Pilar Molina.
Desde el lunes 2 de enero de 2006 Pizarro reemplazó a Iván Núñez (quien se iría a TVN) como conductora de El Termómetro, hasta que se encontró un reemplazo, Matías del Río.
En 2006 fue conductora de la entrega de Premio Altazor de las Artes Nacionales. Volvió a conducir la entrega en 2007 y en la ceremonia que tuvo lugar el lunes 7 de abril del 2008 que se realizó en La Cúpula del Parque O'Higgins.
En 2008 la revista Glamorama de La Tercera destacó a los representantes de los programas más visto del primer semestre, junto a Pizarro estaban Felipe Camiroaga, José Miguel Viñuela, Julio Milostich y Katty Kowaleczko. Pizarro dijo estar "representando al equipo de En la mira"
Desde enero de 2009 conduce la Edición Central de Chilevisión Noticias junto a Iván Núñez tras la partida de Alejandro Guillier a TVN.
En 2022 fue galardonada en los Premios PRODU,  instancia que busca destacar a los mejores trabajadores de la televisión en Latinoamérica.
En 2025 fue enviada especial de CHV Noticias al Vaticano, contó su emoción al ver aparecer el humo blanco desde la chimenea de la Capilla Sixtina que indicaba que ya se había elegido a un nuevo papa, León XIV, lo que generó algarabía entre todos los presentes en la Plaza de San Pedro. 

## Publicidad y modelaje
A la par con su carrera televisiva como periodista, Macarena ha ido progresivamente dando pasos como modelo publicitaria. En sus palabras, accedió a esta nueva faceta para "mostrarse en una relación más cercana a la gente" y explorar rasgos "no tan serios" de su personalidad que marcaran una diferencia con la imagen que proyecta en el noticiario. Su primera oportunidad llegó con la campaña de Banco París en 2005, ya que en palabras de su Gerente de marketing, Jorge Santander, ella personificaba de mejor forma los valores del servicio: "Cuando vimos que todos apuntaban al humor, nosotros elegimos credibilidad, representada en la imagen de Macarena Pizarro". Esto le valió también algunas de las primeras críticas de sus colegas, pero su prestigio en el área de prensa continuó inalterado. Paralelamente, publicaciones como la revista Luz y Beauty Magazine retrataron a la periodista en un ámbito más alejado de los set de noticieros, y más cercano al mundo de la moda.
En 2010 fue elegida por la prestigiosa marca de productos de cosmética y belleza para el cabello  L´Oréal Paris como rostro local de su línea Excellence, pasando a formar parte del selecto grupo de celebridades que ha dado rostro a sus campañas, como Andie McDowell, Eva Longoria, Penélope Cruz y Evangeline Lilly, entre otras.
Entre mayo de 2011 y marzo de 2013, Macarena dio un nuevo paso como rostro de la multitienda Ripley, integrando el cuarteto de celebridades que completan Javiera Díaz de Valdés, Diana Bolocco y Leonor Varela, modelando para sesiones fotográficas, catálogos publicitarios y para spots publicitarios de campañas promocionales, realizados con elevados estándares de producción y gran sensualidad. Sin embargo, su decisión de ser rostro nuevamente causó controversia en un período en que ciertas prácticas en el área del retail, tema sensible del momento tras el escándalo financiero de La Polar, fueron puestas en tela de juicio por la ciudadanía y algunas figuras experimentadas del periodismo chileno, como Raquel Correa, criticaron el rol que algunos de sus colegas asumían al prestar su imagen a intereses comerciales privados. Macarena, por su parte, ha desestimado las críticas de que es objeto, declarando conocer los límites del compromiso con una determinada marca y la relevancia de su profesión, agregando que ha rechazado numerosas ofertas para promover otros productos y servicios.

## Vida personal
Conoció a su exesposo, el argentino Adrián Zárate, en el 2001 cuando ella trabajaba en el departamento de prensa de Canal 13 y él en el programa Venga conmigo. Zárate es un periodista especializado en deportes y modelo argentino. Trabajó en su país como periodista, pero cruzó a Chile en busca de oportunidades como modelo. Lo que sería una visita de un mes al país se prolongó debido a la aprobación y respaldo que logró de diseñadores como Rubenstein y Rubén Campos, transformándose en el favorito de diseñadores como Rubén Campos y en desfiles en ropa interior. Tras trabajar en Venga conmigo estuvo en espacios como Mekano, Domingo siete, Primer plano y Por fin es lunes. Ambos trataron de mantener la relación en privado y cuando en 2003 se hizo pública, se dijo que Pizarro pasó pésimos momentos e incluso lloró.
A fines de 2005, tras cuatro años en pareja y durante unas vacaciones en Cancún, México, Zárate le pidió matrimonio a Pizarro. Pizarro y Zárate viajaron al campo de los Pizarro-Prieto en Catapilco y contrajeron matrimonio ante un oficial del Registro Civil a la una de la tarde del sábado 4 de marzo de 2006. El 22 de abril del mismo año celebraron el sacramento del matrimonio en la Iglesia de Las Agustinas de calle Moneda, ceremonia que ofició el padre Felipe Berríos. Terminada la ceremonia, se fueron caminando al Club de la Unión donde se llevó a cabo la celebración, a la cual asistieron 205 invitados.
En 4 de marzo de 2007 anunció que estaba embarazada. Después del post-natal volvió a las noticias matinales y de la tarde en Chilevisión.
Desde 2018 se encuentra en una relación con el también periodista de Chilevisión Humberto Sichel.